# گریس دارموند
گریس دارموند (انگلیسی: Grace Darmond؛ ۲۰ نوامبر ۱۸۹۳ – ۸ اکتبر ۱۹۶۳) بازیگر اهل کانادا و ایالات متحده آمریکا بود.
از فیلم‌هایی که وی در آن‌ها نقش داشته است، می‌توان به ختر گایتی و شرط ازدواج اشاره نمود.